# Премія Асоціації телевізійних критиків за індивідуальні досягнення в драмі
Премія Асоціації телевізійних критиків за індивідуальні досягнення в драмі (англ. TCA Award for Individual Achievement in Drama) — премія, яку щорічно проводить Асоціація телевізійних критиків.

## Переможці й номінанти
| Рік  | Переможець                        | Телесеріал                                                       | Інші номінанти |
| ---- | --------------------------------- | ---------------------------------------------------------------- | --- |
| 1997 | Андре Брауер                      | Вбивство: Життя на вулиці (NBC)                                  | Джилліан Андерсон – Цілком таємно (Fox) Девід Духовни – Цілком таємно (Fox) Ентоні Едвардс – Швидка допомога (NBC) Денніс Франц – Поліція Нью-Йорка (ABC) Джо Пантоліано – Легкі вулиці (CBS) |
| 1998 | Андре Брауер                      | Вбивство: Життя на вулиці (NBC)                                  | Кевін Андерсон – Нічого святого (ABC) Ентоні Едвардс – Швидка допомога (NBC) Денніс Франц – Поліція Нью-Йорка (ABC) Кайл Секор – Вбивство: Життя на вулиці (NBC) |
| 1999 | Джеймс Гандольфіні та Девід Келлі | Клан Сопрано (HBO) Практика (ABC)                                | Девід Чейс – Клан Сопрано (HBO) Денніс Франц – Поліція Нью-Йорка (ABC) Камрін Мангейм – Практика (ABC) Ділан Макдермотт – Практика (ABC) |
| 2000 | Джеймс Гандольфіні                | Клан Сопрано (HBO)                                               | Еллісон Дженні – Західне крило (NBC) Мартін Шин – Західне крило (NBC) Аарон Соркін – Західне крило (NBC) Сіла Ворд – Знову і знову (ABC) |
| 2001 | Джеймс Гандольфіні                | Клан Сопрано (HBO)                                               | Іді Фалко – Клан Сопрано (HBO) Сара Мішель Геллар – Баффі — переможниця вампірів (The WB) Чи Макбрайд – Бостонська школа (Fox) Мартін Шин – Західне крило (NBC) |
| 2002 | Майкл Чикліс                      | Щит (FX)                                                         | Лорен Грем – Дівчата Гілмор (The WB) Рейчел Гріффітс – Клієнт завжди мертвий (HBO) Мартін Шин – Західне крило (NBC) Кіфер Сазерленд – 24 (Fox) |
| 2003 | Іді Фалко                         | Клан Сопрано (HBO)                                               | Джеймс Гандольфіні – Клан Сопрано (HBO) Дженніфер Гарнер – Шпигунка (ABC) Ніл Мак-Дона – Бумтаун (NBC) Кіфер Сазерленд – 24 (Fox) |
| 2004 | Іян Макшейн                       | Дедвуд (HBO)                                                     | Іді Фалко – Клан Сопрано (HBO) Джеймс Гандольфіні – Клан Сопрано (HBO) Аль Пачіно – Ангели в Америці (HBO) Кіфер Сазерленд – 24 (Fox) |
| 2005 | Г'ю Лорі                          | Доктор Хаус (Fox)                                                | Крістен Белл – Вероніка Марс (UPN) Метью Фокс – Загублені (ABC) Іян Макшейн – Дедвуд (HBO) Кіфер Сазерленд – 24 (Fox) |
| 2006 | Г'ю Лорі                          | Доктор Хаус (Fox)                                                | Алан Алда – Західне крило (NBC) Джеймс Гандольфіні – Клан Сопрано (HBO) Кіра Седжвік – Шукачка (TNT) Кіфер Сазерленд – 24 (Fox) |
| 2007 | Майкл Голл                        | Декстер (Showtime)                                               | Конні Бріттон – Нічні вогні п'ятниці (NBC) Кайл Чендлер – Нічні вогні п'ятниці (NBC) Г'ю Лорі – Доктор Хаус (Fox) Гелен Міррен – Головний підозрюваний: Фінальний акт (PBS) |
| 2008 | Пол Джаматті                      | Джон Адамс (HBO)                                                 | Конні Бріттон – Нічні вогні п'ятниці (NBC) Гленн Клоуз – Сутичка (FX) Джон Гемм – Божевільні (AMC) Девід Саймон – Дроти (HBO) |
| 2009 | Браян Кренстон                    | Пуститися берега (AMC)                                           | Гленн Клоуз – Сутичка (FX) Волтон Гоггінс – Щит (FX) Джон Гемм – Божевільні (AMC) Г'ю Лорі – Доктор Хаус (Fox) |
| 2010 | Джуліанна Маргуліс                | Гарна дружина (CBS)                                              | Браян Кренстон – Пуститися берега (AMC) Джон Літгоу – Декстер (Showtime) Аарон Пол – Пуститися берега (AMC) Кеті Сагал – Сини анархії (FX) |
| 2011 | Джон Гемм                         | Божевільні (AMC)                                                 | Стів Бушемі – Підпільна імперія (HBO) Пітер Дінклейдж – Гра престолів (HBO) Джуліанна Маргуліс – Гарна дружина (CBS) Марго Мартіндейл – Правосуддя (FX) Тімоті Оліфант – Правосуддя (FX) |
| 2012 | Клер Дейнс                        | Батьківщина (Showtime)                                           | Браян Кренстон – Пуститися берега (AMC) Пітер Дінклейдж – Гра престолів (HBO) Джон Гемм – Божевільні (AMC) Джессіка Ленґ – Американська історія жаху (FX) |
| 2013 | Тетяна Маслані                    | Темна сирітка (BBC America)                                      | Браян Кренстон – Пуститися берега (AMC) Віра Фарміґа – Мотель Бейтсів (A&E) Моніка Поттер – Батьки (NBC) Метью Ріс – Американці (FX) |
| 2014 | Меттью Мак-Конагей                | Справжній детектив (HBO)                                         | Браян Кренстон – Пуститися берега (AMC) Джуліанна Маргуліс – Гарна дружина (CBS) Тетяна Маслані – Темна сирітка (BBC America) Метью Ріс – Американці (FX) |
| 2015 | Джон Гемм                         | Божевільні (AMC)                                                 | Віола Девіс – Як уникнути покарання за вбивство (ABC) Тараджі Генсон – Імперія (Fox) Боб Оденкірк – Краще подзвоніть Солу (AMC) Метью Ріс – Американці (FX) |
| 2016 | Сара Полсон                       | Американська історія злочинів: Народ проти О. Джея Сімпсона (FX) | Браян Кренстон – До самого кінця (HBO) Рамі Малек – Містер Робот (USA) Боб Оденкірк – Краще подзвоніть Солу (AMC) Кері Рассел – Американці (FX) Кортні Венс – Американська історія злочинів: Народ проти О. Джея Сімпсона (FX)                                                                                                 |
| 2017 | Керрі Кун                         | Фарґо (FX) & Залишені (HBO)                                      | Стерлінг К. Браун – Це — ми (NBC) Клер Фой – Корона (Netflix) Ніколь Кідман – Велика маленька брехня (HBO) Джессіка Ленґ – Ворожнеча (FX) Елізабет Мосс – Оповідь служниці (Hulu) Сьюзен Сарандон – Ворожнеча (FX) |
| 2018 | Кері Рассел                       | Американці (FX)                                                  | Джоді Комер – Вбиваючи Єву (BBC America) Даррен Крісс – Американська кримінальна історія: Убивство Джанні Версаче (FX) Елізабет Мосс – Оповідь служниці (Hulu) Сандра О – Вбиваючи Єву (BBC America) Метью Ріс – Американці (FX)                                                                                               |
| 2019 | Мішель Вільямс                    | Фоссі/Вердон (FX)                                                | Емі Адамс – Гострі предмети (HBO) Патриція Аркетт – Утеча з в'язниці Даннемора (Showtime) Крістін Баранскі – Хороша боротьба (CBS All Access) Джоді Комер – Вбиваючи Єву (BBC America) Біллі Портер – Поза (FX) |
| 2020 | Реджина Кінг                      | Вартові (HBO)                                                    | Кейт Бланшетт – Місіс Америка (FX on Hulu) Кейтлін Девер – Неймовірне (Netflix) Марк Руффало – Я знаю, що це правда (HBO) Рей Сігорн – Краще подзвоніть Солу (AMC) Джеремі Стронг – Спадщина (HBO) Мерітт Вівер – Неймовірне (Netflix)                                                                                         |
| 2021 | Мікаела Коел                      | Я можу знищити тебе (HBO)                                        | Ітан Хоук – Птах доброго Господа (Showtime) Тусо Мбебу – Підземна залізниця (Prime Video) Елізабет Олсен – ВандаВіжн (Disney+) Емджей Родрігес – Поза (FX) Омар Сі – Люпен (Netflix) Аня Тейлор-Джой – Ферзевий гамбіт (Netflix) Кейт Вінслет – Мейр з Істтауна (HBO)                                                          |
| 2022 | Менді Мур –                       | Це — ми (NBC)                                                    | Лі Чон Че – Гра в кальмара (Netflix) Майкл Кітон — Наркоманія (Hulu) Мелані Лінскі – Шершні (Showtime) Боб Оденкірк – Краще подзвоніть Солу (AMC) Маргарет Кволлі – Покоївка (Netflix) Адам Скотт – Розрив (Apple TV+) Рей Сігорн – Краще подзвоніть Солу (AMC) Аманда Сейфрід – Вибула (Hulu) Джеремі Стронг – Спадщина (HBO) |

## Статистика перемог
3 перемоги
- Джеймс Гандольфіні

2 перемоги
- Андре Брауер
- Джон Гемм
- Г'ю Лорі

## Статистика номінацій
| 6 номінацій - Браян Кренстон - Джеймс Гандольфіні 5 номінацій - Джон Гемм - Кіфер Сазерленд 4 номінації - Г'ю Лорі - Метью Ріс 3 номінації - Іді Фалко - Денніс Франц - Джуліанна Маргуліс - Боб Оденкірк - Мартін Шин | 2 номінації - Андре Брауер - Конні Бріттон - Гленн Клоуз - Джоді Комер - Пітер Дінклейдж - Ентоні Едвардс - Джессіка Ленґ - Тетяна Маслані - Іян Макшейн - Елізабет Мосс - Кері Рассел - Рей Сігорн - Джеремі Стронг |